# Судан (Техас)
Судан (англ. Sudan) — місто (англ. city) в США, в окрузі Лемб штату Техас. Населення — 940 осіб (2020).

## Географія
Судан розташований за координатами 34°3′59″ пн. ш. 102°31′27″ зх. д. / 34.06639° пн. ш. 102.52417° зх. д. (34.066414, -102.524193).  За даними Бюро перепису населення США в 2010 році місто мало площу 2,65 км², уся площа — суходіл.

## Демографія
Згідно з переписом 2010 року, у місті мешкало 958 осіб у 359 домогосподарствах у складі 274 родин. Густота населення становила 362 особи/км².  Було 421 помешкання (159/км²).
Расовий склад населення:
| - 80,5 % — білих - 4,4 % — чорних або афроамериканців - 1,7 % — корінних американців - 0,1 % — азіатів - 12,3 % — осіб інших рас |

До двох чи більше рас належало 1,0 %. Частка іспаномовних становила 38,7 % від усіх жителів.
За віковим діапазоном населення розподілялося таким чином: 31,6 % — особи молодші 18 років, 53,5 % — особи у віці 18—64 років, 14,9 % — особи у віці 65 років та старші. Медіана віку мешканця становила 37,1 року. На 100 осіб жіночої статі у місті припадало 95,5 чоловіків;  на 100 жінок у віці від 18 років та старших — 88,2 чоловіків також старших 18 років.
Середній дохід на одне домашнє господарство  становив 71 655 доларів США (медіана — 40 972), а середній дохід на одну сім'ю — 86 923 долари (медіана — 50 833). Медіана доходів становила 45 234 долари для чоловіків та 29 167 доларів для жінок. За межею бідності перебувало 30,3 % осіб, у тому числі 52,2 % дітей у віці до 18 років та 17,9 % осіб у віці 65 років та старших.
Цивільне працевлаштоване населення становило 398 осіб. Основні галузі зайнятості: сільське господарство, лісництво, риболовля — 21,1 %, освіта, охорона здоров'я та соціальна допомога — 12,8 %, науковці, спеціалісти, менеджери — 11,3 %, роздрібна торгівля — 10,6 %.